# Afonso Méndez de Besteiros
Afonso Mendez de Besteiros fue un trovador portugués del siglo XIII perteneciente a la lírica gallego-portuguesa.

## Biografía
Pertenece a una familia de la pequeña nobleza portuguesa y ostentó el título de caballero. Tavani cree que nació en una localidad que se llamaba Santa María de Besteiros - conocida como Tondela desde 1836- sin embargo, el estudioso António Resende de Oliveira sitúa su lugar de nacimiento en San Cosme de Besteiros.
Por su obra se deduce que ya estaba activo en la guerra civil portuguesa de 1245 a 1247, Salió de Portugal con los partidarios de Sancho II, estando exiliado en la corte castellana de 1247 a 1253 como parte del séquito de Don Gil Martins de Riba de Vizela. 
Pese a su regreso a Portugal continuó en contacto con la corte castellana viajando en varias ocasiones a la misma. Su nombre aparece en una donación de 1290 realizada por Don Martin Gil de Riba de Vizela al menasterio de San Vicente de Fora.

## Obra
Se conservan catorce cantigas: nueve cantigas de amigo, dos cantigas de amigo y dos cantigas de escarnio y maldecir.